# КК Цибона
КК Цибона је хрватски кошаркашки клуб из Загреба. Тренутно се такмичи у Премијер лиги Хрватске и у Јадранској лиги.
Цибона је освојила 23 пута првенство своје државе (3 пута у Југославији и 20 пута у Хрватској) и 17 националних купова (8 у Југославији и 9 у Хрватској). Клуб је по два пута освојио Куп европских шампиона и Куп победника купова, као и по једном Куп Радивоја Кораћа и Јадранску лигу.

## Историја
Клуб је основан 1946. под именом Слобода. У почетку је често мијењао име (Загреб, Вихор, Полет), да би у лето 1950. приступио СД Локомотива и узео њихово име. Клуб је 1975. иступио из СД Локомотива и узео спонзорско име Цибона (прехрамбени концерн који су чинила загребачка предузећа Краш, Франк, Бадел и Воће). Име самог спонзора долази од латинског израза cibus bonus, што значи добра храна. Име Цибона је постало популарно међу навијачима да се одржало и до данас, упркос чињеници да се прехрамбени концерн по којем су добили име распао.
Клупски надимак је Вукови с Тушканца, јер је тадашња Локомотива прије изградње данашње Кошаркашке дворане Дражена Петровића играла на игралишту на Тушканцу.

## Успеси

### Национални
- Првенство Хрватске:
  - Првак (20): 1992, 1993, 1994, 1995, 1996, 1997, 1998, 1999, 2000, 2001, 2002, 2004, 2006, 2007, 2009, 2010, 2012, 2013, 2019, 2022.
  - Вицепрвак (6): 2003, 2005, 2014, 2015, 2016, 2017.
- Куп Крешимира Ћосића:
  - Победник (9): 1995, 1996, 1999, 2001, 2002, 2009, 2013, 2022, 2023.
  - Финалиста (12): 1992, 1994, 1997, 2000, 2003, 2005, 2008, 2010, 2018, 2019, 2020, 2024.
- Првенство Југославије:
  - Првак (3): 1982, 1984, 1985.
  - Вицепрвак (4): 1961, 1971, 1981, 1986.
- Куп Југославије:
  - Победник (8): 1969, 1980, 1981, 1982, 1983, 1985, 1986, 1988.
  - Финалиста (2): 1972, 1991.

### Међународни
- Куп европских шампиона:
  - Победник (2): 1985, 1986.
- Куп победника купова:
  - Победник (2): 1982, 1987.
- Куп Радивоја Кораћа:
  - Победник (1): 1972.
  - Финалиста (2): 1980, 1988.
- Јадранска лига:
  - Победник (1): 2014.
  - Финалиста (3): 2004, 2009, 2010.

## Учинак у претходним сезонама
| Сез.     | Првенство Хрватске | Куп Хрватске | Регионално такмичење                   | Европско такмичење               |
| -------- | ------------------ | ------------ | -------------------------------------- | -------------------------------- |
| 2011/12. | Првак              | Четвртфинале | Јадранска лига — 7. место              | Еврокуп — Топ 24                 |
| 2012/13. | Првак              | Победник     | Јадранска лига — 11. место             | Еврокуп — Топ 24                 |
| 2013/14. | Вицепрвак          | Полуфинале   | Јадранска лига — Победник              | Еврокуп — Прва групна фаза       |
| 2014/15. | Вицепрвак          | Полуфинале   | Јадранска лига — 11. место             | —                                |
| 2015/16. | Вицепрвак          | Полуфинале   | Јадранска лига — 8. место              | ФИБА Куп Европе — Четвртфинале   |
| 2016/17. | Вицепрвак          | Полуфинале   | Јадранска лига — 7. место              | ФИБА Лига шампиона — Групна фаза |
| 2016/17. | Вицепрвак          | Полуфинале   | Јадранска лига — 7. место              | ФИБА Куп Европе — Четвртфинале   |
| 2017/18. | Вицепрвак          | Финалиста    | Јадранска лига — 11. место             | —                                |
| 2017/18. | Вицепрвак          | Финалиста    | Суперкуп Јадранске лиге — Четвртфинале | —                                |
| 2018/19. | Првак              | Финалиста    | Јадранска лига — 7. место              | —                                |
| 2019/20. | сезона прекинута   | Финалиста    | Јадранска лига (прекинуто)             | —                                |
| 2020/21. | Полуфинале ПО      | Полуфинале   | Јадранска лига — 9. место              | —                                |
| 2021/22. | Првак              | Победник     | Јадранска лига — 8. место              | —                                |
| 2022/23. | Полуфинале ПО      | Победник     | Јадранска лига — 11. место             | —                                |
| 2023/24. | Полуфинале ПО      | Финалиста    | Јадранска лига — 12. место             | —                                |
| 2024/25. | —                  | Полуфинале   | Јадранска лига — 15. место             | —                                |